# ナガメ
ナガメ（菜亀、学名：Eurydema rugosa Motschulsky, 1861）は、カメムシ目カメムシ科の昆虫。和名は「菜の花につく亀虫」の意味で、アブラナ科の植物に集まることから名づけられた。

## 特徴
成虫は体長6.5ミリメートルから9.5ミリメートルで、橙地に黒の紋、あるいは黒地に橙の条紋を持つ。近縁のヒメナガメと比べると単純な模様である。幼虫は外見から区別し難いほど似ている。
幼虫・成虫ともにアブラナ科の植物を食草とする。セイヨウアブラナ、ダイコン、キャベツ、カブ、ノザワナ、ハクサイ、コマツナのような野菜や、タネツケバナ、ナズナ、グンバイナズナ、イヌガラシ、タガラシ（キンポウゲ科）のような様々な野草を含む。
長野県伊那市の高遠での調査では、ナガメは成虫で越冬し、年に2回発生し、4-10月に見られる。

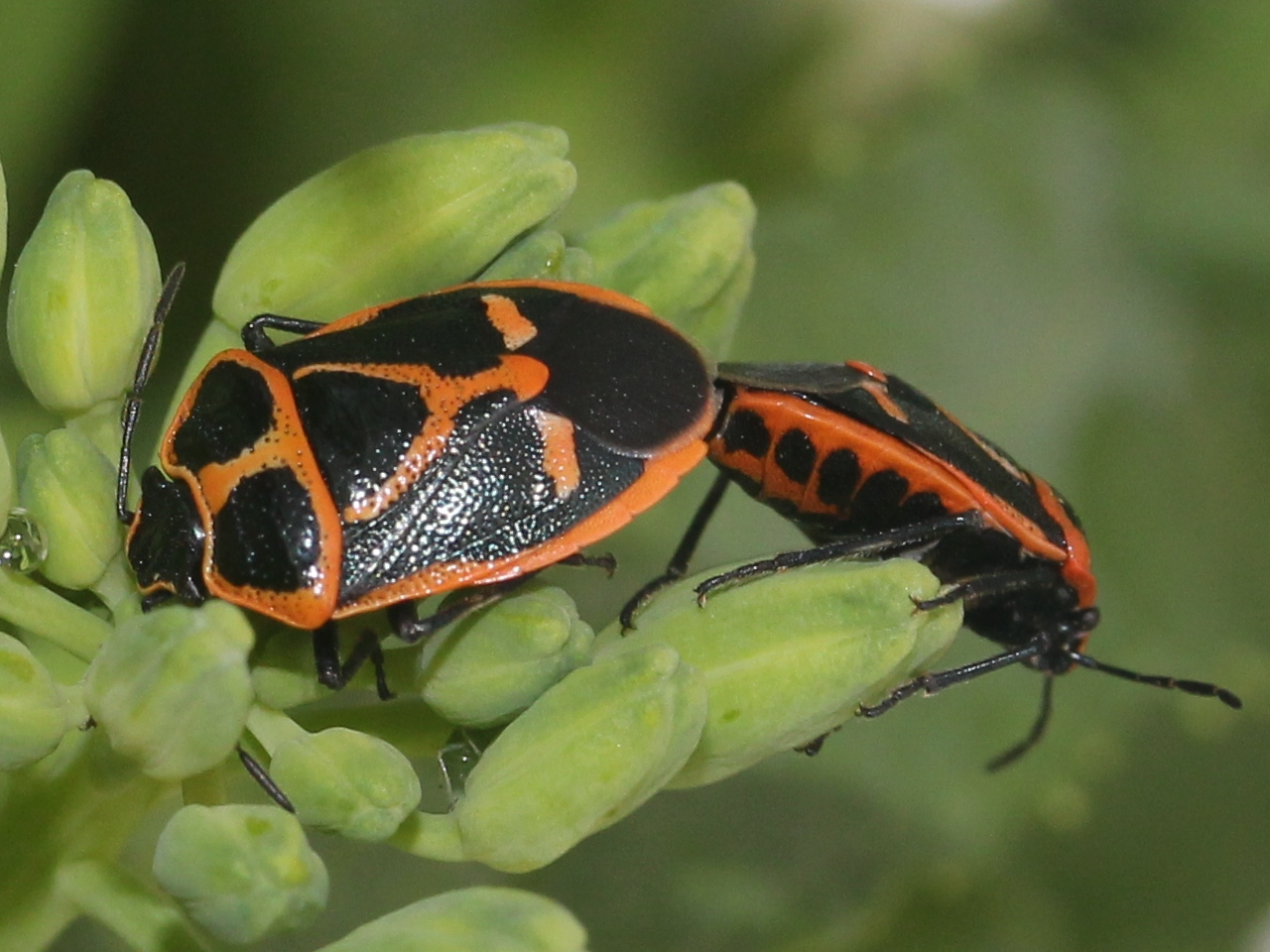
交尾中のナガメ
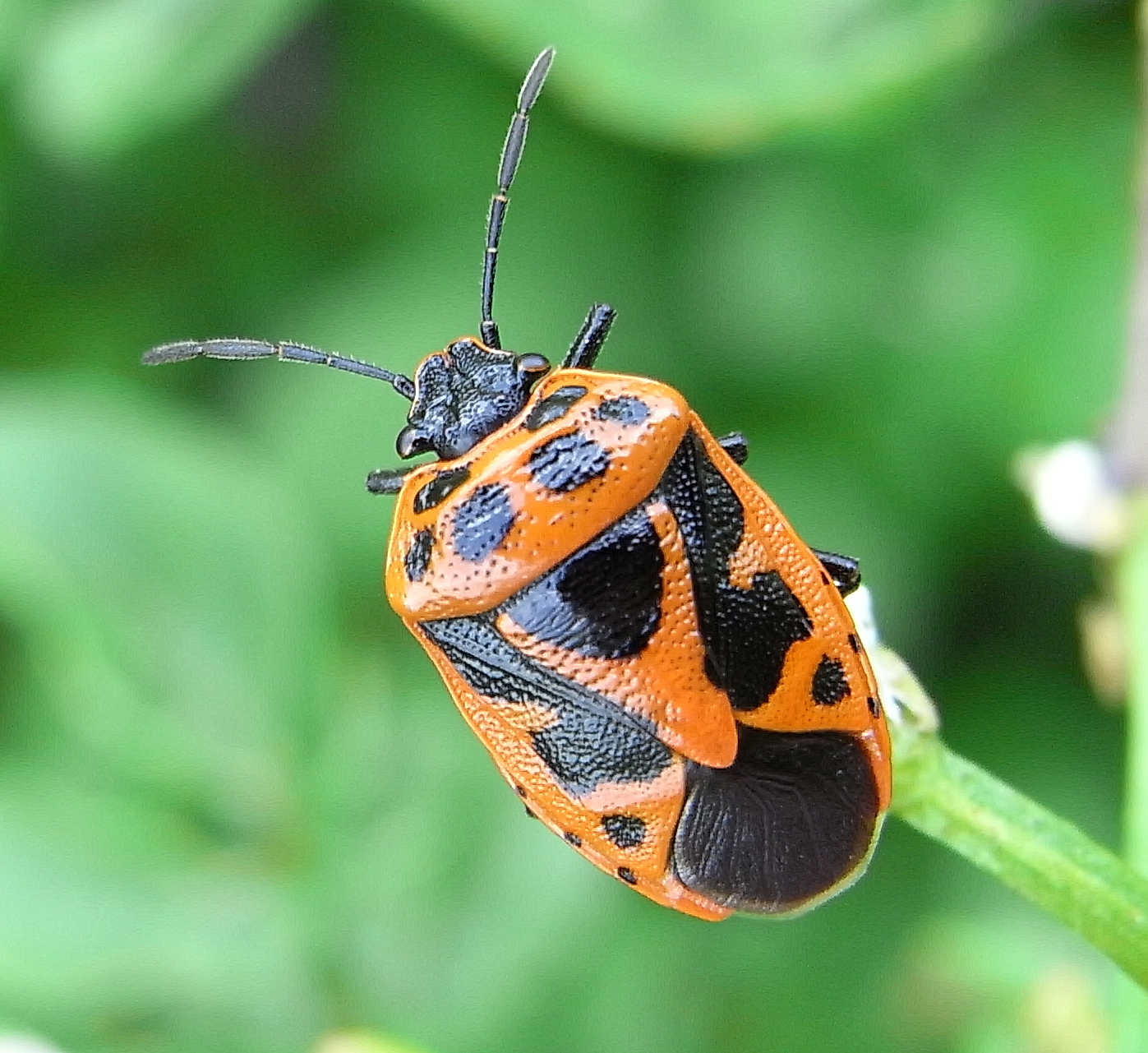
近縁種のヒメナガメ Eurydema dominulus

特有の臭気の主成分はトランス-2-ヘキセナールで、幼虫にとって天敵となりうるアリを忌避させる。それだけでなく、幼虫はこれを仲間に対する警告と集合という反対のフェロモンとして利用する。すなわち、危険が迫ると大量の臭気を出し、それを感知した他の個体はその場から落下するか逃げ散る。少量の臭気を感知した幼虫はそれを手がかりに集まってくる。

## 分布
中国、日本（北海道から九州）に分布する。平地から山地にかけての草地に生息する。ヒメナガメより気温が低い地方に寄るが、重なる場所では混生していることが多い。

## 人間との関わり
ヒメナガメとともにアブラナ科の野菜の汁を吸う害虫である。被害を受けた葉には小さな白い班が生じ、数が多いとしおれて枯れる。